# Rüdiger Neitzel
Rüdiger Neitzel   (Solingen, 16 de març de 1963) és un jugador d'handbol alemany, ja retirat, que va competir durant la dècada de 1980.
El 1984 va formar part de la selecció de la República Federal Alemanya que va guanyar la medalla d'argent a les Olimpíades de Los Angeles. Hi va jugar tots sis partits, i va marcar tretze gols. Amb la selecció alemanya jugà un total de 124 partits i va marcar 334 gols.
A nivell de clubs jugà al VfL Gummersbach i TSV Milbertshofen. Amb el Gummersbach guanyà la lliga alemanya de 1985 i 1988 i la copa de 1985, mentre amb el Milbertshofen guanyà la copa de 1991 i la Recopa d'Europa de 1992.
Va estudiar medicina a Colònia, especialitzant-se en ortopèdia i medicina esportiva.